# NVM Express
NVM Express（缩写NVMe），或称非易失性内存主机控制器接口规范（英語：Non-Volatile Memory Host Controller Interface Specification），是一个逻辑设备接口规范。它是基於裝置邏輯接口的匯流排傳輸協定規範（相當於通讯协议中的应用层），用于访问通过PCI Express（PCIe）总线附加的非揮發性記憶體介质（例如採用快閃記憶體的固態硬碟機），雖然理論上不一定要求PCIe匯流排協定。NVMe是一种协议，是一组允许SSD使用PCIe总线的软硬件标准；而PCIe是实际的物理连接通道。
NVM代表非揮發性記憶體（non-volatile memory）的首字母縮略字，这是固态硬盘（SSD）的常见的闪存形式。此規範主要是為基於快閃記憶體的存儲裝置提供一個低延時、內部並行化的原生界面規範，也為現代CPU、電腦平台及相關應用提供原生存儲並行化的支援，令主機硬體和軟體可以充分利用固態存儲裝置的並列化存儲能力。相比此前機械硬碟機（HDD）時代的AHCI（SATA下的協議），NVMe/NVMHCI降低了I/O操作等待時間、提升同一時間內的操作數、更大容量的操作隊列等。
依託於PCIe匯流排，NVMe裝置可適用於各種支援PCIe匯流排的物理插槽上，包括標準尺寸的PCIe扩展卡（一般是4個PCIe通道）、採用U.2物理連接界面（SFF-8639）的2.5英寸/3.5英寸標準尺寸固態硬碟機、SATA Express匯流排（相容於PCIe）的裝置、M.2規格擴展卡等。此規範由NVMHCIS工作組負責管理。

## 背景
历史上，大多数SSD使用如SATA、SAS或光纤通道等接口与计算机接口的总线连接。随着固态硬盘在大众市场上的流行，SATA已成为个人电脑中连接SSD的最典型方式；但是，SATA的设计主要是作为机械硬盘驱动器（HDD）的接口，機械結構的HDD使用讀取臂做讀寫，與直接操作固態顆粒的SSD差異很大，并随着时间的推移越来越难满足速度日益提高的SSD。随着在大众市场的流行，许多固态硬盘的数据速率提升已经放缓。不同于机械硬盘，部分SSD已受到SATA最大吞吐量的限制。
在NVMe出现之前，高端SSD只得以采用PCI Express总线制造，但需使用非标准规范的接口。若使用标准化的SSD接口，操作系统只需要一个驱动程序就能使用符合规范的所有SSD。这也意味着每个SSD制造商不必用额外的资源来设计特定接口的驱动程序。
截至2014年9月，在光纤通道（FC）上使用NVMe的新标准也正在开发。
截止2018年，NVMe包含NVMe、NVMe-MI以及NVMe-oF（NVMe over Fabrics）三个细分协议，其中NVMe为主协议，规范了host对盘的读写、访问以及资源管理等功能，NVMe-MI主要包括带外管理相关的功能，NVMe-oF主要是基于NVMe的网络协议规范，可以将FC等网络协议与NVMe进行结合起来。同时，并且三个协议在协同演进，未来将会围绕NVMe形成一个从盘到存储系统的端到端生态。

## PCI Express與传统的SATA差異
NVMe标准对比AHCI标准：
- 当数据从存储传输到服务器主机时，会进入一行或队列。传统的SATA连接只能支持一个队列，一次只能接收32条数据。而NVMe存储支持最多64000个队列，每个队列有64000个条目。
- NVMe使用原生PCIe通道，免去了SATA与SAS接口的主機控制器与CPU通信所带来的延时。NVMe标准的延时只有AHCI的一半不到：NVMe精简了调用方式，执行命令时不需要读取寄存器；而AHCI每条命令则需要读取4次寄存器，一共会消耗8000次CPU循环，从而造成大概2.5微秒的延迟。
- NVMe支持同时从多核处理器接受命令和优先处理请求，这在企业级的重负载时优势明显。
- NVMe加入了自动功耗状态切换和动态能耗管理功能。设备从Power State 0闲置50ms后可以切换到Power State 1；继续闲置的话，在500ms后又会进入功耗更低的Power State 2，切换时会有短暂延迟。SSD在闲置时可以非常快速的控制在极低的水平，在功耗管理上NVMe标准的SSD会比AHCI SSD拥有较大优势。

## 历史
2009年Intel开始着手寻找SATA的替代方案。SATA作为串行接口，采用AHCI规范，其已经成为制约SSD速度的瓶颈。AHCI只有1个命令队列，队列深度32。而NVMe可以有65535个命令队列，每个队列都可以深达65536个命令。NVMe也充分使用了MSI的2048个中断向量优势，延迟大大减小。最新的版本是2.0c；最大带宽约为16GB/s。
2018年，基于NVMe的SSD已经可以突破15TB可用容量，读带宽达到6GB/s，100万IOPS（4KB随机读），同时保证微秒级延迟。
2021年推出的NVMe 2.0加入了對區塊儲存（英語：Zoned Storage）的支援。
產品規格：
- 1.0e（2013年1月）
- 1.1b（2014年7月）
- 1.2（2014年11月）
  - 1.2a（2015年10月）
  - 1.2b（2016年6月）
  - 1.2.1（2016年6月）
- 1.3（2017年5月）
  - 1.3a（2017年10月）
  - 1.3b（2018年5月）
  - 1.3c（2018年5月）
  - 1.3d（2019年3月）
- 1.4（2019年6月）
  - 1.4a（2020年3月）
  - 1.4b（2020年9月）
- 2.0（2021年5月）[12]
  - 2.0a（2021年7月）
  - 2.0b（2022年1月）
  - 2.0c（2022年10月）

## 作業系統支援

Linux內核的存儲控制堆疊中，NVMe的資料路徑、不同層面下多重內部隊列的位置

9Front
2017年3月30日，NVMe驅動程式釋出並供使用
Chrome OS
2015年2月24日，加入NVMe驅動至內核和開機載入程式，可從NVMe裝置啟動Chrome OS
DragonFly BSD
DragonFly 4.6開始內建NVMe驅動程式
FreeBSD
Intel贊助開發的驅動程式已內建於FreeBSD的head、stable/9分支中。nvd(4)和nvme(4)驅動程式則是在10.2版FreeBSD中開始預設內建於其中。
Haiku
Haiku已有驅動開發時程，但是目前仍未完成
illumos
illumos於2014年10月15日獲得驅動程式支援
iOS
iOS 9開始支援，首款配備了NVMe介面的裝置是iPhone 6S/6S Plus，也是首款採用NVMe的行動裝置。物理介面和UFS相同的採用M-PHY PCIe。接下來Apple推出的iPad Pro和iPhone SE也採用了NVMe
Linux
NVMe的驅動程式最早是英特爾提供的，適用於Linux的內核驅動程式模組。這個模組在2012年3月19日整合到Linux內核的主線驅動程式當中，Linux內核3.3版開始內建支援而無需安裝額外模組。
NVMe采用了多队列设计，最高支持64k个队列。2014年1月19日的Linux內核 3.13版開始，block层增加了multi-queue block layer，这一模块可以充分利用多核CPU和底层高速SSD硬件资源，主机CPU的I/O提交队列可以与SSD侧的提交队列进行绑定，即是说每个CPU核可以与SSD硬件的队列进行1：1或者n:m（比值取决于硬件设计）进行配置。对上层应用仍然是通用的块接口。从应用的角度，在某一个CPU Core上产生的IO请求，中断也会在此CPU Core处理, 性能更优。在SSD性能不是瓶颈的情况下，应用的性能能够实现在多核环境下按照CPU Core的数量扩展，这点与AHCI的CPU单队列访问存储设备的机制有所不同。
2015年4月12日發佈的Linux內核 4.0版開始，VirtIO區塊層驅動程式，SCSI驅動層（與SATA驅動共用）、回環裝置驅動（loop device） UBI（unsorted block images）驅動（供快閃記憶體實作區塊擦寫管理）以及RBD驅動程式（which exports Ceph RADOS objects as block devices）都被修改，以適應及適配越來越多的NVMe裝置
NetBSD
NetBSD在2016年的開發版本中初步支援NVMe。
OpenBSD
OpenBSD的NVMe驅動程式自2014年6月開始，由此前開發並釋出USB、AHCI驅動程式的高級開發團隊負責。OpenBSD 6.0開始正式支援。
OS X/macOS
Mac OS X 10.10.3（OS X Yosemite）開始支援NVMe。蘋果公司的Retina MacBook和2016年發佈MacBook Pro，配備了使用NVMe的PCIe SSD作為主硬碟機使用。
Solaris
Solaris自Oracle Solaris 11.2開始支援NVMe。
VMware
英特爾釋出了供VMWare使用的NVMe驅動程式，vSphere 6.0以及其後的版本中，均包含了該驅動程式，支援多種NVMe裝置。在 vSphere 6 update 1 更新中，VMWare的VSAN軟體模擬的存儲子系統也開始支援NVMe裝置。
Windows
微軟在Windows 8.1和Windows Server 2012 R2開始，原生支援NVMe裝置。同時也為Windows 7和Windows Server 2008 R2提供原生驅動程式支援（Windows 7與Windows Server 2008 R2預設不支援NVMe，需由使用者自行下載獲取）。
除了微軟官方提供的驅動程式以外，OpenFabrics Alliance也有維護一套開放原始碼的NVMe驅動程式，使用於Windows 7、8、8.1、10以及Windows Server 2008 R2、2012、2012 R2，這套驅動程式由數個加入了NVMe工作組的公司開發，包括IDT、英特爾以及LSI。 当前版本为2016年12月发布的1.5。

## 外部連結
- NVM Express – scalable, efficient, and industry standard（页面存档备份，存于）
- LFCS: Preparing Linux for nonvolatile memory devices（页面存档备份，存于）, LWN.net, April 19, 2013, by Jonathan Corbet
- Multipathing PCI Express Storage, Linux Foundation, March 12, 2015, by Keith Busch